# Polinyà de Xúquer
Polinyà de Xúquer település Spanyolországban, Valencia tartományban. Polinyà de Xúquer Albalat de la Ribera, Algemesí, Alzira, Benicull de Xúquer, Corbera, Riola és Sueca községekkel határos. Lakosainak száma 2551 fő (2024).

## Népesség
A település népessége az utóbbi években az alábbiak szerint változott:
| Lakosok száma | 3035 | 2231 | 2404 | 2492 | 2540 | 2546 | 2484 | 2472 | 2493 | 2551 |
|               | 2001 | 2004 | 2007 | 2009 | 2012 | 2014 | 2017 | 2019 | 2022 | 2024 |